# Mania (film, 1974)
Pour les articles homonymes, voir Mania.
Pour plus de détails, voir Fiche technique et Distribution.
Mania est un giallo italien réalisé par Renato Polselli et sorti en 1974.

## Synopsis
Le professeur Brecht néglige sa femme Lisa au profit de la science. Celle-ci entame une liaison avec le frère de son mari, Germano. Découvrant l'adultère, le mari décide de se venger et de mener une vendetta sanglante.

## Fiche technique
- Titre original italien : Mania[1]
- Réalisation : Renato Polselli
- Scénario : Renato Polselli
- Photographie : Ugo Brunelli
- Montage : Roberto Colangeli
- Musique : Umberto Cannone
- Décors : Giuseppe Ranieri
- Costumes : Maria Rosa Catinello
- Maquillage : Marcello Di Paolo
- Production : Renato Polselli, Mushi Glam
- Sociétés de production : G.R.P. Cinematografica
- Pays de production :  Italie
- Langue originale : italien
- Format : Couleurs par Telecolor
- Genre : Giallo
- Durée : 85 minutes
- Dates de sortie :
  - Italie : 24 août 1974

## Distribution
- Ettore Elio Aricò (it) (sous le nom de « Brad Euston ») : Professeur Brecht/Giordano Brecht
- Ivana Giordan : Katia
- Isarco Ravaioli : Lailo
- Mirella Rossi : Erina
- Eva Spadaro : Lisa

## Production
Le film a été développé sous le titre de travail Terrore mania. Il s'agit d'un film à petit budget, sans acteurs connus. L'acteur Ettore Elio Aricò, qui avait joué dans un précédent film de Polselli, a fourni lui-même la majeure partie de l'argent du film à condition qu'il en soit le protagoniste.
Bien que le générique de début indique que le film a été tourné au Cave Film Studio à Rome, il a été principalement tourné autour de la maison d'Isarco Ravaioli,.

## Exploitation
Mania est sorti en salle en Italie le 24 août 1974, distribué par RCR. Louis Paul a décrit Mania comme un « giallo rarement vu ». Polselli a déclaré que le manque de disponibilité du film était dû à l'insatisfaction d'Aricò concernant le processus d'exploitation, ce qui l'a conduit à retirer le film de la circulation.
Paul a également mentionné que la rumeur voulait que le film soit sorti en vidéo amateur avec des séquences de pornographie ajoutée. Le film est resté inédit pendant plusieurs années, avec une rare projection en salle au cinéma Trevi à Rome en mai 2007.

### Accueil critique
Le magazine Nocturno, spécialisé dans le cinéma italien, considère le film comme une œuvre bizarre et la plus transgressive de la filmographie du réalisateur.
Le critique Paolo Mereghetti affirme qu'il s'agit d'un « délire psychédélique », s'attardant sur les éclairages et la musique atypiques de Cannone.